# Geert Bierling
Geert Bierling (Rotterdam, 1956) is een Nederlands organist, klavecimbelspeler, harmoniumspeler en beiaardier.  

## Levensloop

### Studie
Bierling studeerde orgel, piano, klavecimbel en kerkmuziek aan het Rotterdams Conservatorium. Aan de Hogeschool voor de Kunsten Utrecht studeerde hij beiaard. In 1978 won hij het Albert Schweitzer Orgelconcours en in 1982 won hij de tweede prijs op orgelpositief tijdens de internationale orgelwedstrijd in het kader van het Festival Musica Antiqua in Brugge. Hij nam drie jaar later in diezelfde stad deel aan het internationaal Bachconcours en behaalde een eervolle vermelding.

### Loopbaan
Op achttienjarige leeftijd werd hij benoemd tot organist van de Oude of Pelgrimvaderskerk in Rotterdam Delfshaven. Hij was er medeoprichter van de Culturele Kring Delfshaven voor wie hij vele concertseries organiseerde en hij kon er zich ontwikkelen tot veelzijdig musicus.
In de Oude of Pelgrimvaderskerk voerde hij op het tweeklaviers historische Bätz/Witte-orgel (1855) het gehele orgel-oeuvre uit van Johann Sebastian Bach, Christian Philip Emanuel Bach, Felix Mendelssohn, Franz Liszt, Wolfgang Amadeus Mozart en Cesar Franck, alle Orgelsonaten van Guilmant en de orgelsymfonieën van Widor. Hij was vijfentwintig jaar kerkorganist in deze kerk en wendde het instrument met succes aan voor het aanmoedigen van de samenzang. 
Daarnaast gaf hij als clavecinist veel barokconcerten in binnen- en buitenland en als organist en harmoniumspeler trad hij regelmatig op als solist en in ensembleverband
met musici van het Rotterdams Philharmonisch Orkest, het New Trombone Collective, de Stadsblazers en het Calefax Rietkwintet. Hij was ook actief als begeleider op orgel en harmonium van stomme klassieke films.  
Hij werd in 1990 benoemd tot stadsbeiaardier van Rotterdam. In die functie bespeelt hij de beiaarden in de torens van het Stadhuis, de Grote of Sint Laurenskerk en de Oude of Pelgrimvaderskerk te Delfshaven.
In 1996 werd hij benoemd tot stadsorganist van Rotterdam en is hierdoor de vaste bespeler van het Standaart-concertorgel in de Burgerzaal van het stadhuis en het vierklaviers Flentrop-orgel in het Concertgebouw De Doelen.
Hij maakte de afgelopen jaren naam als solist in een eigen serie ‘Concerts Populaires’ op het grote Doelenorgel en het hoofdorgel in de Laurenskerk
waarbij hij ruim tweehonderd orkestbewerkingen uitvoerde. Veel van deze bewerkingen verschenen op cd op het label Classical Records. Hij is programmeur voor de Stichting Stadsmuziek die de concertserie Muziek in de Burgerzaal in het Rotterdamse stadhuis organiseert.
Bierling was vele jaren als docent orgel & klavecimbel verbonden aan het Fontys Conservatorium in Tilburg.
Vanaf juni 2010 verzorgde hij optredens met het Giudici Ensemble, waarvan de leden op authentieke instrumenten spelen en genoemd is naar de Italiaans/Rotterdamse architect Giovanni Giudici (1746-1819). Dit ensemble fungeert als huisorkest in de Burgerzaal van het stadhuis voor het barokke repertoire.

### Onderscheidingen
- Zilveren medaille van de Franse Société Académique Arts-Sciences-Lettres (1989)